# Asko Kase
Asko Kase (* 26. Februar 1979 in Tallinn) ist ein estnischer Filmregisseur.

## Leben
Asko Kase schloss das Gymnasium in seiner Heimatstadt Tallinn ab. Anschließend besuchte er die private Hochschule Akadeemia Nord. Ab 1998 studierte Kase Visuelle Gestaltung an der Pädagogischen Universität Tallinn. Seine Abschlussarbeit war 2004 der experimentelle Kurzfilm Kooma.
Kase ist Regisseur zahlreicher kürzerer Film- und Fernsehproduktionen sowie von Werbefilmen. Sein Spielfilmdebüt gab er 2008 mit Detsembrikuumus. Der Film war 2009 estnischer Kandidat für den Oscar in der Kategorie „Bester fremdsprachiger Spielfilm“. Er handelt von dem kommunistischen Putschversuch in Estland im Dezember 1924. Für Detsembrikuumus erhielt Kase 2009 den Jahrespreis der staatlichen Kulturstiftung Eesti Kultuurkapital.

## Filmografie
- 2000: Buddha Of The North
- 2001: Linnapiloot
- 2004: Kooma
- 2006: Hundi agoonia
- 2007: Zen läbi prügi
- 2008: Detsembrikuumus
- 2009: Tondipoisid